# Lilla Bässkär (Kumlinge, Åland)
Lilla Bässkär är en ö i Åland (Finland). Den ligger i Skärgårdshavet och i kommunen Kumlinge i landskapet Åland, i den sydvästra delen av landet. Ön ligger omkring 50 kilometer öster om Mariehamn och omkring 230 kilometer väster om Helsingfors.
Öns area är 3,6 hektar och dess största längd är 310 meter i nord-sydlig riktning.